# Georges Clemenceau párizsi szobra
Georges Clemenceau párizsi szobrát (Statue de Georges Clemenceau) 1932-ben állították fel a  8. kerületben, a Place Clemenceau-n.
Georges Clemenceau francia politikus, kétszeres miniszterelnök bronzszobrát halála után három évvel, 1932. május 23-án leplezte le Édouard Herriot kormányfő és külügyminiszter. A szobor, amely  mozgásban, sálja állásából következtetve, széllel szemben ábrázolja az első világháborús politikust, egy sziklán áll, a Champs-Élysées-n, a Petit Palais előtt. A szobrot François Cogné készítette, aki később, a második világháborús német megszállás alatt Franciaország hivatalos szobrásza volt. Az alkotás a Vichy-kormány alatt rákerült a szükség esetén beolvasztandó szobrok listájára, de végül túlélte a háborút.
A szobor leleplezésén Clemenceau családja tüntetőleg távol maradt, mivel az alkotást jelentéktelennek és gúnyolódónak találta.